# Veleka Ridge
Veleka Ridge (bulgarisch Рид Велека Rid Weleka) ist ein Gebirgskamm auf der Livingston-Insel im Archipel der Südlichen Shetlandinseln. Er ragt über eine Länge von 2,5 km in nord-südlicher Ausrichtung im Friesland Ridge der Tangra Mountains auf. Seine höchste Erhebung von 538 m befindet sich 4,4 km südwestlich des St. Methodius Peak, 2,25 km nordöstlich des Barnard Point und 2,3 km nördlich des Botev Point.
Britische Wissenschaftler kartierten ihn 1968. Die bulgarische Kommission für Antarktische Geographische Namen benannte ihn 2002 nach dem bulgarischen Fluss Weleka.